# Tai Tzu-ying
Tai Tzu-ying (chinês tradicional: 戴資穎, pinyin: Dài Zīyǐng, Wade–Giles: Tai Tzu-ying; Kaohsiung, 20 de junho de 1994) é uma jogadora de badminton taiwanesa, medalhista olímpica.

## Carreira
Aos 22 anos, Tzu-ying se tornou a nº 1 no ranking mundial feminino em dezembro de 2016 e detém o recorde de ser a única jogadora classificada no topo da história da BWF com 185 semanas. Nos Jogos Olímpicos de Verão de 2020, conquistou a medalha de prata após chegar à final em confronto contra a chinesa Chen Yufei. Além disso, consagrou-se campeã na Universíada de Verão de 2017 e nos Jogos Asiáticos de 2018.